# 烏塗窟 (桃園市)
烏塗窟，是臺灣桃園市大溪區的一個傳統地域名稱，位於該區東北部。相較於今日行政區，其範圍大致包括永福里不含西南部邊界地帶及東南部、月眉里東北部。

## 歷史
台灣清治末期至日治初期，烏塗窟地區為一街庄，稱為「烏塗窟庄」，隸屬於海山堡。該庄西北隔大漢溪與中庄相望，東北與茅埔庄、福德坑庄、山員潭仔庄、大埔庄為鄰，東南邊為蕃地，西南邊為三層庄，西邊為石墩庄。
1901年（日治明治三十四年）11月，全台設置二十廳，該庄隸屬於桃仔園廳。1903年（明治三十六年），改名桃園廳。1909年（明治四十二年）10月，合併二十廳為十二廳，該庄隸屬不變。1920年（大正九年），廢十二廳改設五州二廳，該庄改制為「烏塗窟」大字，隸屬於新竹州大溪郡大溪街。
戰後大溪街改制為大溪鎮，隸屬於新竹縣，大字亦改制為里。1950年桃、竹、苗分治，大溪鎮改隸屬於桃園縣。2014年12月，桃園縣升格為直轄桃園市，大溪鎮改制為大溪區。

## 交通

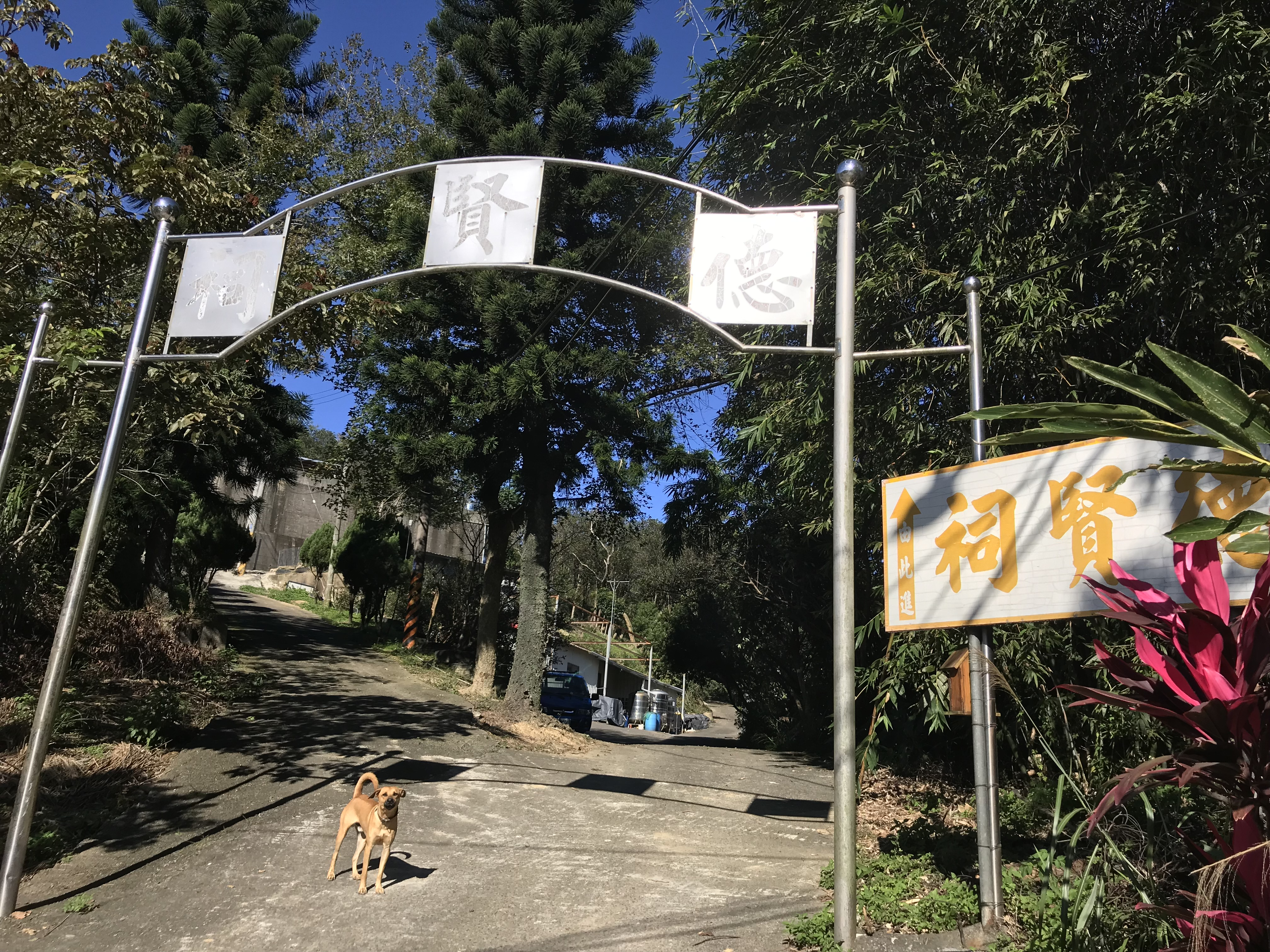
德賢祠入口

省道台3線（中正路三段）俗稱「內山公路」，是臺北至屏東的幹道，大致以橫向蜿蜒經過烏塗窟地區中部，向西轉西南可前往大溪市區、龍潭、關西等地；向東轉東北可前往三峽、土城、板橋、臺北等地。

## 學校
- 永福國小

## 廟宇
- 德賢祠（姑娘廟）

## 酒店、飯店
- 桃園大溪笠復威斯汀度假酒店 THE WESTIN TASHEE RESORT, TAOYUAN

## 運動休閒
- 大溪高爾夫俱樂部